# 格奥尔吉·纳利瓦伊科
格奥尔基·安东诺维奇·纳利瓦伊科（俄语：Георгий Антонович Наливайко，1910年1月13日—1977年11月5日）苏联农学家，阿尔泰农业研究所所长，他的学说与亚历山大·伊万诺维奇·巴拉耶夫土地休耕理论截然相反。